# Styrax foveolaria
Styrax foveolaria es una especie de planta perteneciente a la familia Styracaceae. Es endémica de Perú. Está tratada en peligro de extinción. 
Es conocida solamente en el departamento de Huánuco en Perú.

## Taxonomía
Styrax foveolaria fue descrita por Perkins y publicado en Das Pflanzenreich IV. 241(Heft 30): 85, en el año 1907.
Etimología
Styrax: nombre genérico que deriva del nombre griego clásico utilizado por Teofrasto derivado de un nombre semítico para estas plantas productoras de resina de la que se recopila el estoraque.
Sinonimia
- Foveolaria ferruginea Ruiz & Pav.
- Strigilia racemosa DC.
- Tremanthus ferruginea (Ruiz & Pav.) Pers.[4]